# Anarkophobia
Anarkophobia es el quinto álbum de estudio de la banda brasileña de hardcore punk Ratos de Porão. Fue lanzado en 1991 por el sello discográfico Roadrunner Records y sigue al anterior disco, Brasil, lanzado en 1989. Al igual que su predecesor, fue grabado en Berlín, Alemania y producido por Harris Johns. En 1994, el sello Eldorado lanzó el álbum Brasil y Anarkophobia juntos en un CD.. La canción "Jardim Elétrico", un cover que hizo la banda de la banda Os Mutantes aparece como bonus track, que fue lanzado originalmente en el álbum tributo de 1989 a Arnaldo Batista, titulado Sanguinho Novo.
En comparación con el anterior, este álbum presenta más influencias de thrash metal, siendo repudiado por los viejos fanes y dio la bienvenida por los fanes de metal del momento. 

## Estilo musical
Musicalmente, el álbum demostró más de una inclinación hacia al crossover thrash que al hardcore punk como su popularidad crecía, a pesar de que incluía una versión de la canción "Commando" de The Ramones para mantenerse en sus raíces punk rock.
Las letras son de carácter sociopolítico - más relacionado con el hardcore punk - y fue lanzado con dos versiones, una en portugués y otra en inglés.

## Lista de canciones

### Versión en portugués

#### Lado A
Todas las letras escritas por João Gordo, excepto donde se indica, toda la música compuesta por Ratos de Porão. 
| Lanzamiento promocional |        |          |  |
| N.º                     | Título | Duración |  |

#### Lado B
Todas las letras escritas por João Gordo, excepto donde se indica, toda la música compuesta por Ratos de Porão. 
| Lanzamiento promocional |        |          |  |
| N.º                     | Título | Duración |  |

#### Bonus Track
| Lanzamiento promocional |        |          |  |
| N.º                     | Título | Duración |  |

### Versión en inglés

#### Lado A
Todas las letras escritas por João Gordo, excepto donde se indica, toda la música compuesta por Ratos de Porão. 
| Lanzamiento promocional |        |          |  |
| N.º                     | Título | Duración |  |

#### Lado B
Todas las letras escritas por João Gordo, excepto donde se indica, toda la música compuesta por Ratos de Porão. 
| Lanzamiento promocional |        |          |  |
| N.º                     | Título | Duración |  |

## Personal
- João Gordo – vocales
- Jão – guitarra
- Jabá – bajo
- Spaghetti – batería

- Grabado en Music Lab Studio, Berlín, Alemania
- Producido por Harris Johns
- Remezclado por Angelo Platte
- Diseño artístico por Marcatti